# Giovan Filippo Criscuolo

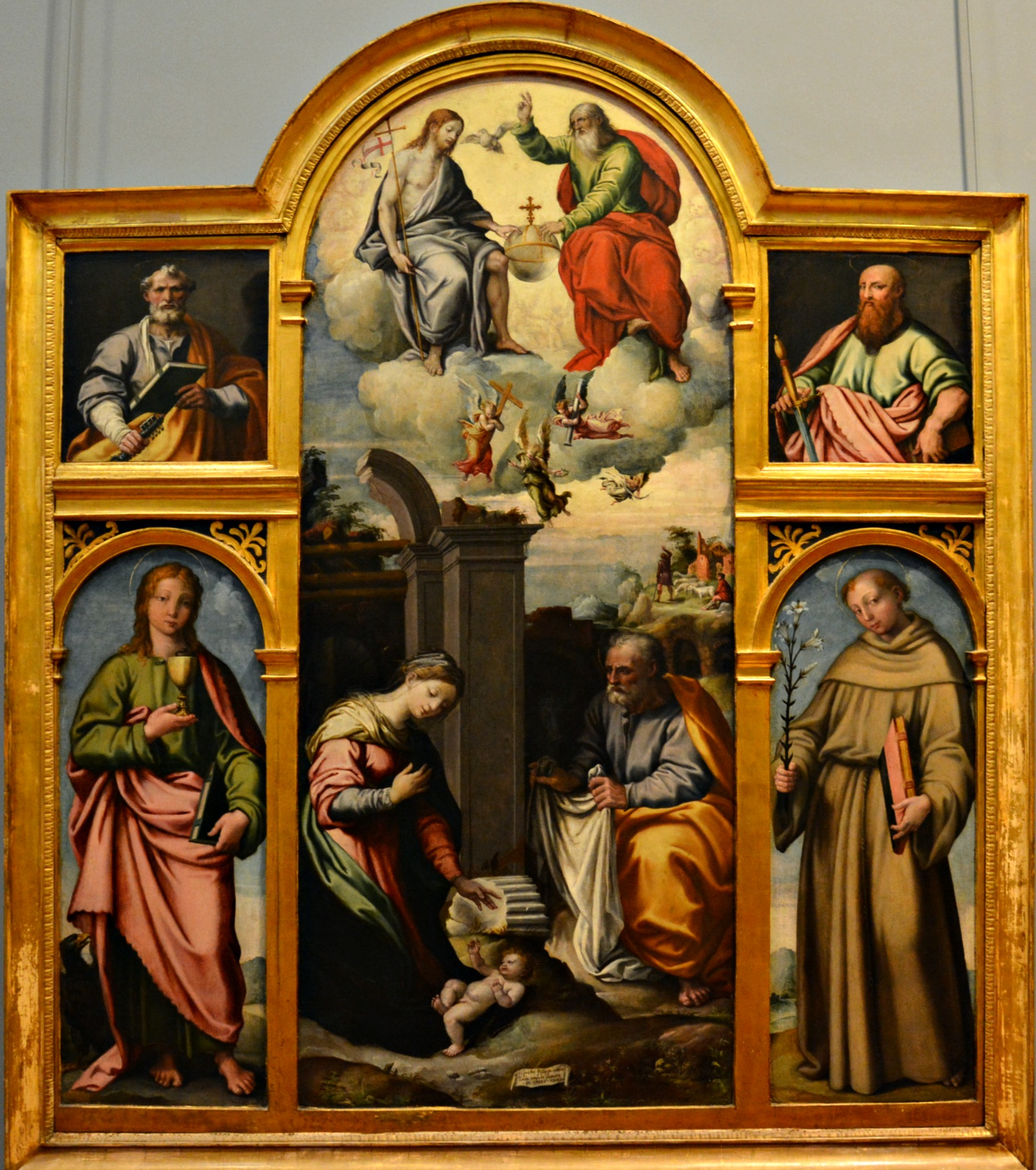
Polyptychon mit Geburt Jesu und Heiligen (datiert 1545), Museo di Capodimonte, Neapel

Giovan Filippo Criscuolo (auch: Giovanni Filippo und Crisconio; nachweisbar zwischen ca. 1529 und ca. 1550 in und um Neapel) war ein italienischer Maler der Renaissance, der zur neapolitanischen Schule gehört.

## Leben
Über Criscuolos Jugend ist kaum etwas bekannt. Auch sein Geburtsjahr und -ort liegen im Ungewissen. Das von manchen Autoren angegebene Geburtsjahr 1509 hält Abbate für unrealistisch spät. Auch der seit Cesare D’Engenio (1624) häufig angegebene Geburtsort Gaeta ist fragwürdig, da der Maler immer mit „napoletano“ („aus Neapel“) unterschrieb – auch im bekannten Gemäldezyklus von Gaeta. Giovan Filippo hatte einen jüngeren Bruder namens Giovan Angelo, der Notar war und auch malte.
Es wurde gelegentlich vermutet, dass Criscuolo mit einem von Giorgio Vasari erwähnten „Giovan Filippo Crescione pittor napoletano“ identisch sei, der ein Schüler von Marco Cardisco war, zusammen mit seinem Schwager Lionardo Castellani arbeitete und zum Zeitpunkt der zweiten Ausgabe von Vasaris Werk im Jahr 1568 noch am Leben war. All dies lässt sich jedoch für Criscuolo nicht nachweisen und bei den alten neapolitanischen Geschichtsschreibern werden Crescione und Criscuolo als zwei verschiedene Personen angesehen.
Criscuolo war ein Schüler von  Andrea Sabatini (genannt Andrea da Salerno). Laut De Dominici (1743) wurde Criscuolo gegen den Willen seines Vaters Maler und sei nach Rom geflohen, wo er die Werke Raffaels sah und Schüler von Perin del Vaga wurde, der seinerseits ein Schüler von Raffael war. Weitere Einflüsse waren die ebenfalls von Raffael inspirierten Spanier Alonso Berruguete und Pedro Machuca.
Typisch für Criscuolo sind mehrteilige Polyptychen, was vermutlich einen gewissen Einfluss der spanischen Kultur und Herrschaft über das Königreich Neapel widerspiegelt.
Eins der Hauptwerke von Criscuolo ist ein großer 18-teiliger Gemäldezyklus in der Grotta d’Oro der Santissima Annunziata von Gaeta. Dieser ist mit 1531 datiert und signiert und entstand sicher unter Mitwirkung der Werkstatt. Zuvor arbeitete er schon am Hauptaltar derselben Kirche zusammen mit Andrea Sabbatini.
Criscuolo schuf auch Polyptichen für die neapolitanischen Kirchen Santa Maria Donna Regina und Santa Maria Regina Coeli, die von D’Engenio (1624) erwähnt wurden, aber heute verloren sind.
Der Stil von Criscuolo wurde manchmal als trocken beschrieben, für seine Reife- und Spätphase sind flüssige Pinselstriche von duftiger Wirkung charakteristisch.  In seinen Werken der 1540er Jahre meinte Abbate auch einen gewissen Einfluss von Polidoro da Caravaggio zu erkennen, u. a. im großen Polyptychon mit der Geburt Jesu im Museum Capodimonte (signiert und datiert 1545).
Es ist nicht bekannt, wann Giovan Filippo Criscuolo starb: wenn er mit Vasaris Giovan Filippo Crescione identisch sein sollte, hätte er 1568 noch gelebt; der oft unzuverlässige De Dominici (1743) meinte, Criscuolo sei um 1584 verstorben. Auch wenn beide Daten grundsätzlich im Bereich des Möglichen liegen, gehören aber alle erhaltenen Werke von Criscuolo stilistisch der ersten Hälfte des 16. Jahrhunderts an.

## Mariangela Criscuolo
Laut Tradition hatte Giovan Filippo eine Tochter Mariangela Criscuolo, die auch Malerin war und nach De Dominici (angeblich) um 1548 in Neapel geboren wurde. Massimo Stanzione soll allerdings Zweifel gehabt haben, ob sie nicht in Wahrheit die Tochter von Filippos Bruder Giovan Angelo gewesen sei. Mariangela heiratete später den Maler Giovan Antonio d’Amato d. J., mit dem sie viel zusammen gearbeitet haben soll. Von Mariangela sind keine signierten oder sonst dokumentierten Werke erhalten.

## Werke

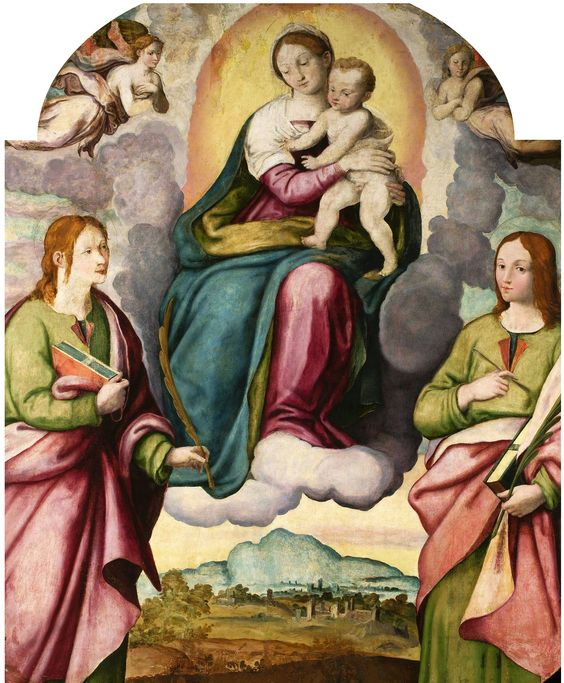
Madonna mit Kind und Heiligen, Nationalmuseum Warschau

- Polyptychon in der Kirche Santissima Annunziata in Gaeta (vermutl. zusammen mit Andrea Sabatini (?))
- Gemäldezyklus (u. a.: Wunderbare Brotvermehrung, Disputa Jesu im Tempel) in der Grotta d’Oro der Santissima Annunziata von Gaeta, 1531
- Polyptychon in Ausonia, um 1531
- Polyptychon mit dem Tod der Jungfrau und der Verkündigung, Museo diocesano, Gaeta (?)
- Polyptychon mit einer byzantinischen Madonna (signiert und datiert 1536), Museo diocesano, Gaeta (?)
- Madonna mit Kind und sieben Engeln, Hauptaltar der Kathedrale von Gaeta
- Marienzyklus, Museo Pignatelli, Neapel
- Polyptychon in der Kirche Santa Maria dei Longobardi in Novi Velia (Salerno), datiert 1540.
- Zwei Heilige Märtyrerinnen (Teile eines ehemaligen Polyptychons), Sakristei des Doms von Ravello
- Polyptychon mit Geburt Christi, Museo di Capodimonte, Neapel, signiert und datiert 1545.
- Geburt Jesu mit den Hl. Paulus und Johannes dem Täufer, Sammlung Harrach, Wien
- Entschlafung Mariae, Szépművészeti Múzeum, Budapest
- Szenen aus der Kindheit Jesu und Episoden nach dem Tode des Erlösers, Sakristei von San Paolo Maggiore, Neapel
- Anbetung der Könige, Privatsammlung, Neapel
- Kreuzigung, Sammlung der Banco di Napoli
- Madonna mit Kind und Heiligen, Nationalmuseum Warschau